# 法羅群島捕鯨活動

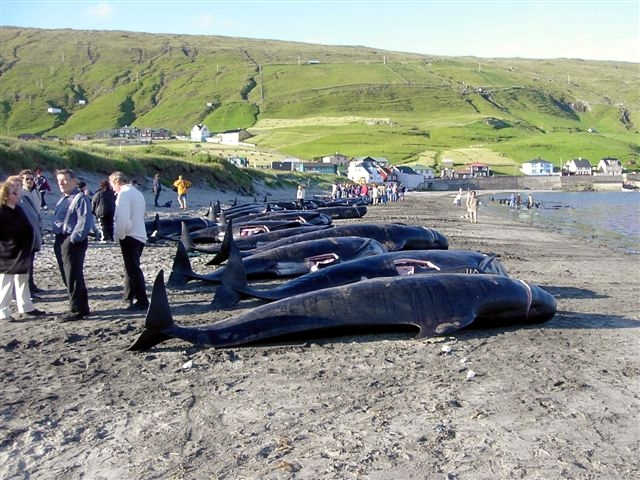
2002年8月11日，位於法羅群島最南端的苏德岛的克瓦尔巴村中，整排被宰殺的長肢領航鯨被放置在沙灘上。集體捕鯨的狩獵行為，已成為法羅群島居民生活文化的一部分。

法羅群島捕鯨活動（意思就是「磨難」）以海豚驅獵的形式，迫使長肢領航鯨（又名巨頭鯨）擱淺進而得以將之宰殺，與日本的捕鯨及加拿大的捕獵海豹活動齊名。這項活動打從諾曼人首次在法羅群島殖民就已存在，因此可被視為是傳統固有捕鯨。捕鯨活動由法羅群島當地的政府監管，每年主要在夏季時會有約800頭長肢領航鯨與數頭大西洋斑紋海豚遭到宰殺，法羅群島捕鯨活動僅維持在社區層面而非商業性的，僅有熟練操作金屬魚刀的漁民才能夠參與。然後捕鯨起先並沒有此項限制，由於不斷受到動物保護團體的抗議，島上居民才會希望藉由提升屠宰技術可以使這項活動看起來比以前更加人道。因此在2015時頒布了新的法令，要求所有捕鯨者都必須事先參與課程，學習如何正確地使用金屬魚刀宰殺領航鯨。當捕鯨活動開始時，當地人與警方有權利將其他民眾驅離現場，之後獵人會開船在鯨群後面驅趕，驅使牠們前往海灣或是峽灣口。然而並不是所有海灣都適合捕鯨，因此只有部分海灣會有捕鯨活動發生。
許多法羅群島的居民將食用鯨魚肉視為是他們的生活文化，然而許多動物保護團體認為這項活動是很殘忍而非必要的。在2008年11月時，Høgni Debes Joensen（當時法羅群島上的首席醫療官）與　Pál Weihe（科學家）寫信建議法羅群島地方政府，因為領航鯨其肉與脂肪含有高劑量的水銀、多氯聯苯、滴滴涕殘留，不再屬於適合人類食用的食物，但是之後當地政府並未因此而禁止捕鯨活動。在2011年7月1日，法羅群島的農業食品獸醫局提出了食用領航鯨肉與脂肪的安全標準，此標準比起首席醫療官的提議寬鬆許多。該標準建議一個月最多僅有一餐可食用領航鯨的肉或脂肪，並且針對年輕女性、孕婦與哺乳期婦女有特別規範。在 2002 至 2009 年期間，鯨肉中多氯聯苯的含量已經下降了75%、滴滴涕含量下降了70%而水銀含量也有下降。

## 起源
從東島上1200年前諾斯人居住地的遺址中考古可以發現到一些領航鯨的骨骸，顯示這些鯨魚早在很久以前就是當地居民文化的一份子。法羅群島驅獵的紀錄則能追溯到西元 1584 年。領航鯨的肉與脂肪是島上居民很重要的日常食物來源，尤其是脂肪部分。脂肪除了食用之外還可以用來提煉出油，而這些油則可以用來作為照明用的燃料。北瓶鼻鯨的脂肪並無法食用，因為其在食用後會導致腹瀉。在早期時，這些脂肪會用來作為醫療用途。 除了肉與脂肪外，領航鯨的皮會被居民拿來製作繩子與魚線，胃袋則製成浮標。
至中世紀以來，法羅群島就有制定相關的法律規範。最早出現的文本出現於1928年，講述擱淺至岸上的鯨魚該如何處置。

## 捕鯨歷史
長久以來，由於缺乏天然資源和食物，加上地質土壤貧瘠，只能種植馬鈴薯與地瓜為主要農作物，法羅群島上的居民自古便在農糧食物缺乏的情形下，多扺能靠捕食海魚維生，從而演變出集體捕鯨的狩獵行為。島民每年都會進行一次大規模的獵殺長肢領航鯨，並視之為他們的傳統「慶典」。集體捕鯨多發生在夏季，捕獵者會首先駕數十艘漁船，在鯨群後方圍成一個闊闊的半圓弧，把鯨群圈起來。然後，漁船開始激起浪花及氣泡，慢慢把鯨群趕往一個既定的海灣或峡湾的底部，那裡往往有個淺灘，令鯨群擱淺。再交由岸上持金屬魚刀的漁民，將擱淺的鯨群就地宰殺。漁民從巨頭鯨頸部的脊柱部位切斷主要的血管與神經，讓被宰的鯨群在30秒內免除痛苦立即死亡。之後，他們再將宰殺後的巨鯨拉至岸上分切鯨肉與鯨脂。這些鯨肉與鯨脂由當地的警官分配給島上的每一戶居民。
大多數法羅群島的居民認為這種集體捕鯨的狩獵行為，已成為他們的生活文化及歷史的重要組成部分。然而，由於每次行動都會屠殺大量鯨魚，血水把海灣都染紅，他們的行動早已惹來環保團體及動物權益關注團體的關注，因為他們認為這種屠殺行為殘忍及非必要。另一方面，捕獵者回應指大多數記者對於捕獵方式並沒有多少認識，以及其經濟上的意義。
2008年11月尾，法羅群島的首席醫療官建議不要再食用領航鯨，因為這些鯨群體內積存的毒素已高至不適合人類食用的水平。不過在2010年7月19日，一名事前混入當地人之中生活的海洋守护者协会卧底拍攝了一場在克拉克斯维克城鎮進行的屠鯨行動，並把過程上載上網，立時引起全世界的關注。多個團體在網上發行簽名運動，意圖向丹麥政府施壓，令這種屠鯨的活動被禁止。

## 領航鯨作為食品
因為法羅群島上少有可耕作的土地（約僅佔全部面積1,393 km2的2%，全部為非農耕地）且土壤貧瘠，難以種植蔬菜與穀類，因此絕大部分傳統法羅群島料理屬於肉類料理。在冬天時，島上居民唯一的食物來源就是乾燥或醃漬食品，包含羊肉、領航鯨肉、海鳥以及魚。也因此這代表了多個世紀以來，領航鯨一直都是北大西洋群島居民重要的蛋白質來源。
法羅群島主要的出口貨品為魚類，並不包含領航鯨的肉與脂肪。這些肉和脂肪在取得後會由島上居民各自進行處理與保存，在市場上不會有鯨魚肉的販售。每年所捕捉956頭的領航鯨(1990–1999) 可換成約500噸的肉與脂肪，占了30%法羅群島上的肉類產出。

### 領航鯨作為營養來源
在1995年，第一個患有卡尼丁缺乏症的患者在法羅群島上被檢驗出，在之後也陸續診斷出了更多病人，但這問題並沒有受到強烈的重視。直到2008年，有患者因卡尼丁缺乏症死亡才正式引起了法羅醫療衛生主管機關的注意。所有法羅群島的居民在之後被要求抽血並且檢驗是否患有卡尼丁症候群，部分居民在被檢驗出患病後即立刻送往治療。約有33%的居民接受了血液檢測，而科學家預估每1000位居民至少就有1位患者出現。後來的研究顯示，卡尼丁症候群一直是島上年輕居民猝死的原因之一，但也有年邁居民在沒有接受治療的情況下存活。治療的方式就是給予患者補充適當的卡尼丁。德國醫生身兼科學家 Ulrike Steurwald 表示，根據在法羅群島多年的研究，食用羊肉與鯨魚肉等深紅色肉類可以有效防止當地居民因罹患卡尼丁缺乏症而死去。除了含有卡尼丁之外，鯨魚肉中也富含許多生物必須營養素包括牛磺酸和硒（在鱈魚排中和領航鯨肉中的硒含量分別為 28 µg/100g與185 µg/100g）等。在鯨脂中富含維生素D，而這正是島上近半數年邁居民與大部分年輕居民所缺乏的重要營養素，發生此現況的原因肇因於飲食習慣的改變（由食用傳統料理逐漸改變為食用披薩與雞肉等）。海洋哺乳動物為補充維生素A、維生素D與維生素E的絕佳來源。

### 食物保存

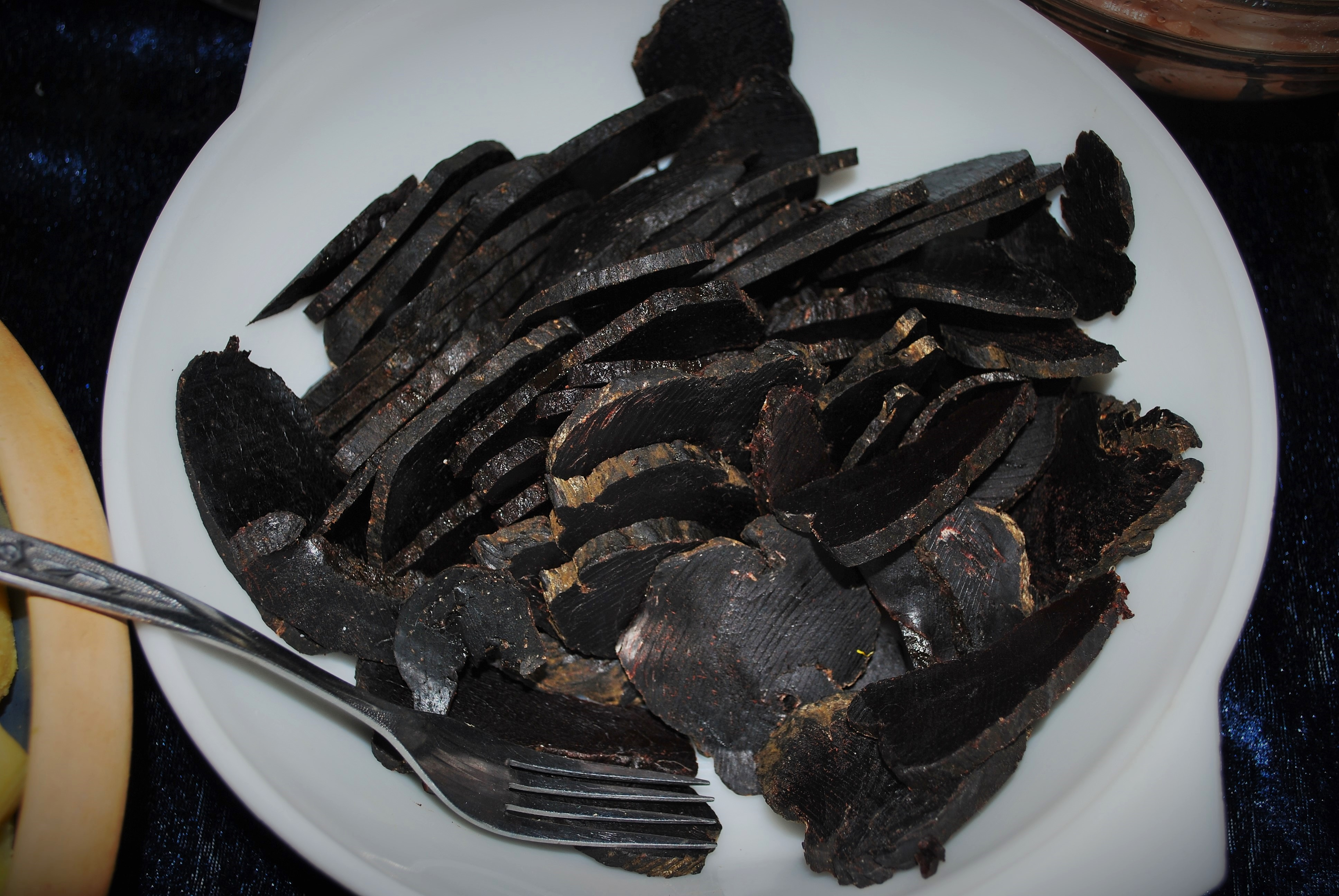
Tvøst. 領航鯨的黑肉

鯨魚肉與鯨脂一直都是法羅群島上的料理主角。一直到20世紀，領航鯨肉一直都是島上居民重要的食物來源，在捕捉到鯨魚之後鯨魚肉會被分享給所有居民，這項傳統一直延續至今。保存與處理鯨魚肉的方法有很多種，一般在島上通稱為Tvøst og spik。新鮮的肉會被做成肉排，另外在法羅島上被稱為 "grindabúffur" 的料理，是將鯨魚肉、鯨脂與未去皮的馬鈴薯和鹽放入鍋中燉煮多個小時而成。鯨脂則常與曬乾的魚做搭配食用。
常見的傳統保存方法包括用鹽醃漬與戶外風乾至少八週。鹽醃的方法是將肉與脂肪放入大量的鹽當中，另外也可加入些許高濃度的鹽水。醃漬過後的肉可以保存很長一段時間，並且在需要時隨時可以取用。取出的肉並無法直接食用，必須先泡水一天至一天半沖淡其鹹度，時間長短依照個人喜好決定，在這之後再將肉與脂肪煮熟後食用。除了傳統的保存方法之外，現代許多的居民改用冷凍的形式儲藏肉品，可以更加延長保存期限。法羅群島的居民知道領航鯨肉中如同其他海洋哺乳動物一樣，也含有許多汙染物質，因此食用的頻率並沒有很高。某些地方的居民並沒有捕鯨的習慣，鯨肉的來源只能仰賴居住在其他地區的親朋好友分享。
領航鯨肉和其他法羅料理會出現在當地的文化活動之中，不過也常出現在私人派對上。法羅群島的居民非常喜歡舉辦 "kalt borð" （中文直譯為「冷桌」），在宴會中桌上會擺滿各種蛋糕與冷食，包括乾燥領航鯨肉與醃製鯨脂。

## 海洋汙染

### 法羅群島與水銀汙染
在1986至1987年期間，由南丹麥大學的Philippe Grandjean教授主導了一項研究，超過1,000名法羅群島上的兒童接受了有關魚類消費與兒童發展的調查。研究人員透過取得孕婦的頭髮樣本與臍帶血來檢測胎兒是否有產前就接觸水銀污染的危險。研究發現，小孩體內的水銀濃度越高時，在各項考試的成績表現上也會越差。而這些在婦女與小孩身上檢測到的水銀來自於他們所食用的領航鯨肉。

### 海洋哺乳動物與鳥類體內之汙染物
在北極區監測與評估計畫（原名Arctic Monitoring and Assessment Programme (AMAP)）中，針對棲息在格陵蘭與法羅群島附近海域的海洋哺乳動物與鳥類，對於殘留於其體內的汙染物進行檢測。科學家在其中發現了許多不同類型的汙染物，其中鄰苯二甲酸二(2-乙基己基)酯（使用最廣和產量最大的塑化劑）在許多樣本中都有高達 75-161 ng/g 濕重的含量。

## 捕獲量

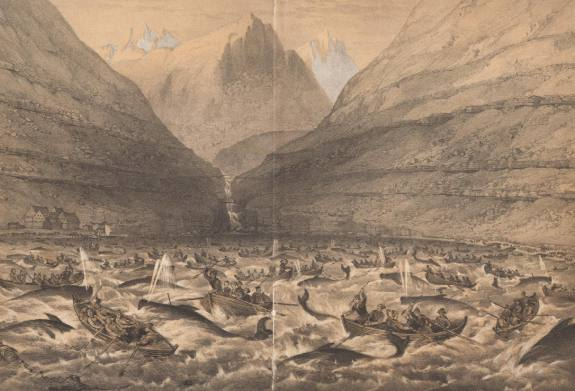
西元1854年韦斯特曼纳的捕鲸活動

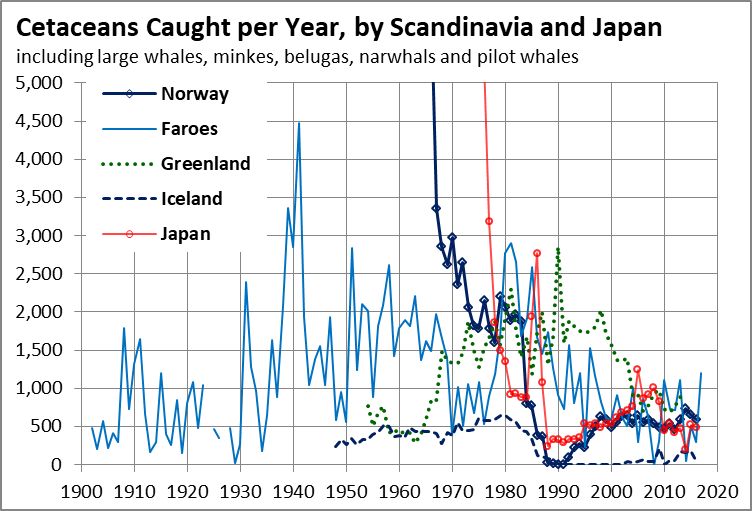
每年捕捉的鯨魚量

法羅群島的捕鯨活動，早在1584年已有部分記錄，而自1709年起更有完整記錄，是為全球記錄最久遠的野生動物捕獵統計。
捕獲得來的鯨類，會被分為很多份，法羅語稱為「Skinn」（一種古代用於農業度量的單位），約合38公斤的鯨肉與34公斤的鯨脂，共重72公斤。
| 年份      | 活動次數 | 捕鲸量  | Skinn     |
| --------- | -------- | ------- | --------- |
| 1709–1950 | 1,195    | 178,259 | 1,360,160 |

| 年份      | 活動次數 | 捕鲸量 | Skinn   |
| --------- | -------- | ------ | ------- |
| 1951–1960 | 122      | 18,772 | 99,102  |
| 1961–1970 | 130      | 15,784 | 79,588  |
| 1971–1980 | 85       | 11,311 | 69,026  |
| 1981–1990 | 176      | 18,806 | 108,714 |
| 1991–2000 | 101      | 9,212  | 66,284  |

| 年份 | 活動次數 | 捕鲸量 | Skinn |
| ---- | -------- | ------ | ----- |
| 2001 | 11       | 918    | 7,447 |
| 2002 | 10       | 626    | 4,263 |
| 2003 | 5        | 503    | 3,968 |
| 2004 | 9        | 1,010  | 8,276 |
| 2005 | 6        | 302    | 2,194 |
| 2006 | 11       | 856    | 6,615 |
| 2007 | 10       | 633    | 5,522 |
| 2008 | N/A      | N/A    | N/A   |
| 2009 | 3        | 310    | 2974  |
| 2010 | 16       | 1107   | 8008  |
| 2011 | 10       | 726    | 4683  |
| 2012 | 12       | 713    | 4962  |
| 2013 | 11       | 1104   | 8302  |
| 2014 | 2        | 48     | 341   |
| 2015 | 7        | 508    | 3598  |
| 2016 | 5        | 295    | 2115  |

在2013年，一共有1524頭鯨豚遭到捕殺：包含1104頭領航鯨、430頭大西洋斑紋海豚。
在2014年，一共有53頭鯨豚遭到捕殺：包含48頭領航鯨、5頭北瓶鼻鯨（在擱淺岸上後遭到宰殺並取肉）。
- 1709–1999 年平均捕獲量：850 頭
- 1900–1999 年平均捕獲量：1,225 頭
- 1980–1999 年平均捕獲量：1,511 頭
- 1990–1999 年平均捕獲量：956 頭

## 鯨豚數量

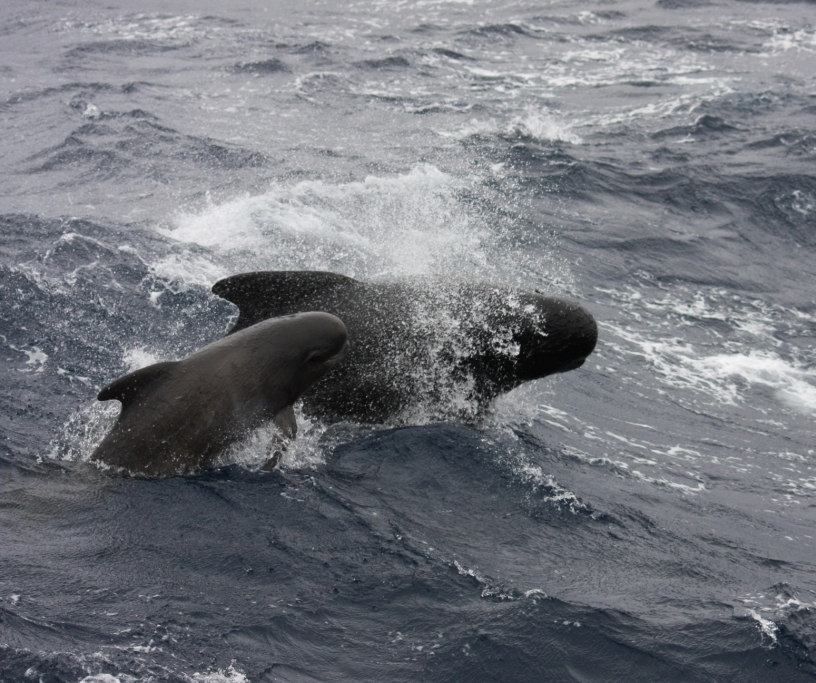
領航鯨母子對

北大西洋領航鯨的數量研究由北大西洋海洋哺乳動物委員會執行統計，估計目前領航鯨的數量約有 778,000 頭。領航鯨目前並未被登記為瀕危物種，兩種領航鯨在國際自然保護聯盟（ICUN）中均被登記為數據缺乏。
在國際自然保護聯盟瀕危物種紅色名錄中，根據2008年的統計，國際自然保護聯盟將長肢領航鯨和短肢領航鯨均列為數據缺乏。而在1996年的研究中，則將牠們視為無危物種。國際自然保護聯盟甚至認為，北大西洋海洋哺乳動物委員會所提出在東北大西洋中具有 778,000 頭領航鯨（其中約有 100,000 棲居於法羅群島附近）這個數量，足以支持法羅群島一年 850 頭的宰殺量。
根據美國鯨豚協會的資料顯示，領航鯨並沒有任何面臨絕種的危險，表示「全球大約還有 1,000,000 頭長肢領航鯨和 200,000 頭短肢領航鯨」。
國際捕鯨委員會科學委員會接受 778,000 頭的統計結果。這代表著 1990–1999 年平均捕殺 956 頭只減少了約 0.1% 領航鯨的總數，而這個數字是可以被國際自然保護聯盟和美國鯨豚協會所接受的。

## 爭議

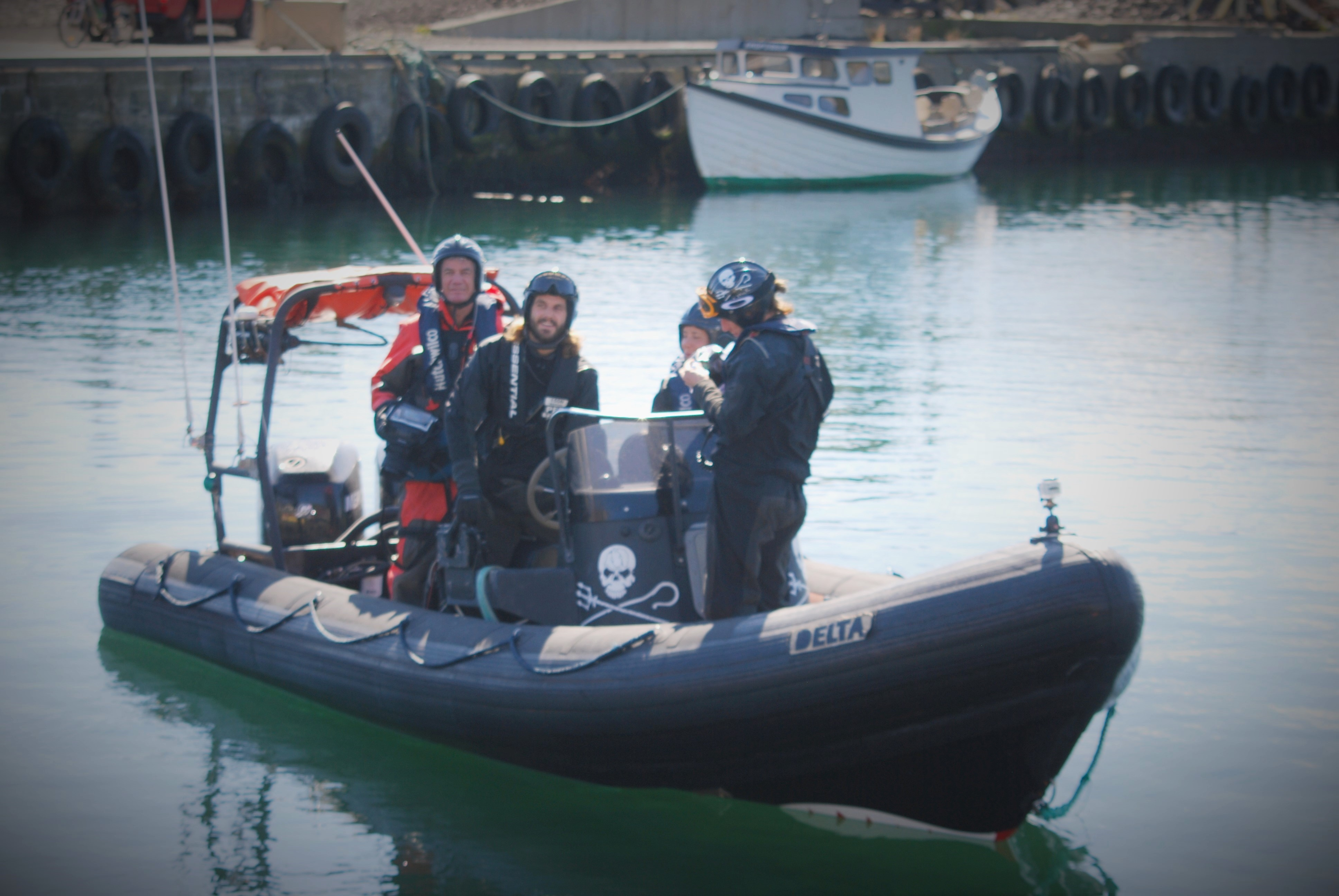
海洋守護者協會於2011年八月前往法羅群島位於苏德岛波切里的港口。

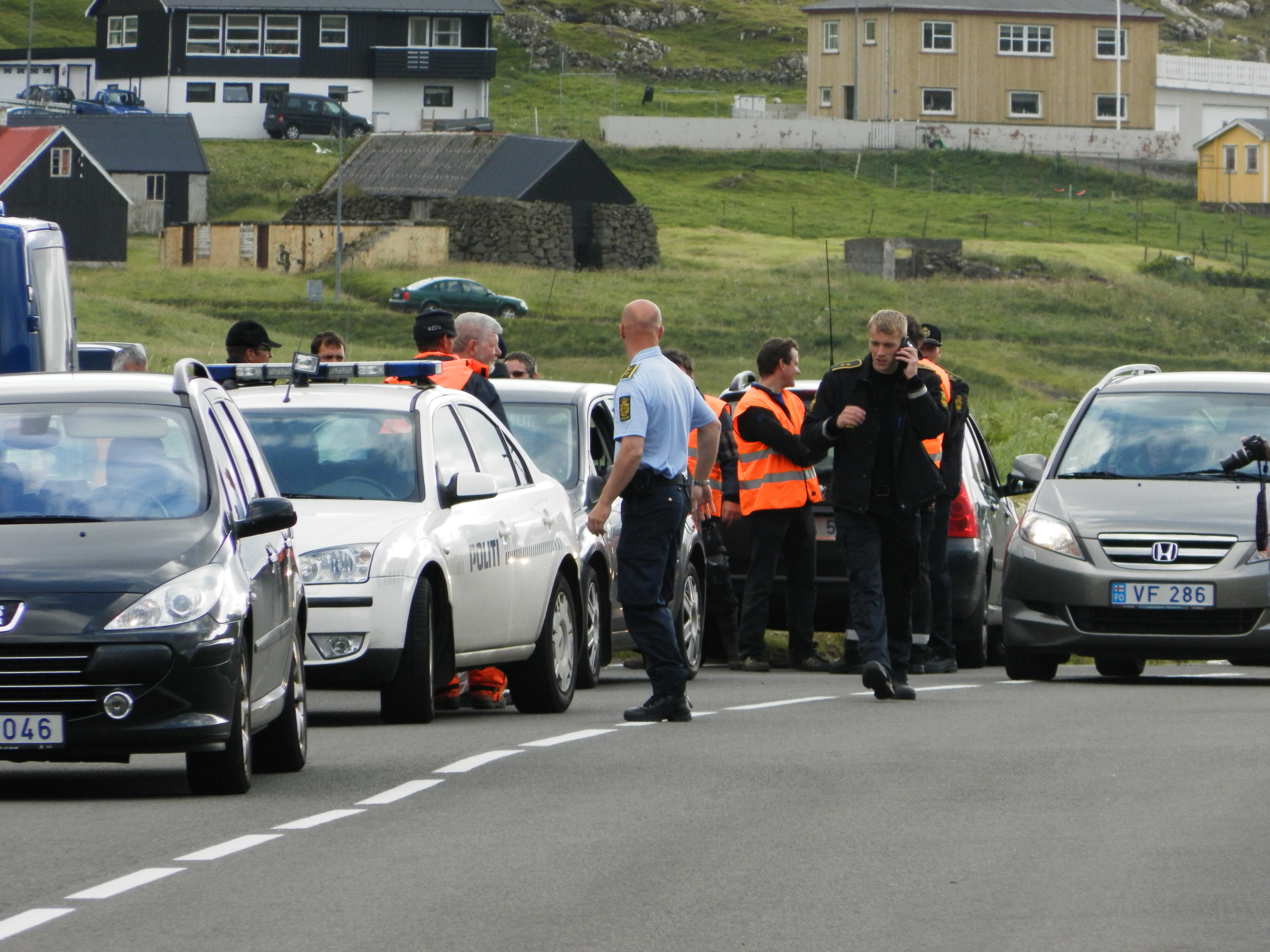
法羅與丹麥警方警戒於2014年八月在克瓦尔巴海灣外進行警戒，防止國外的抗議者進入海灘阻擾捕鯨活動，不過該活動最後也未成功舉行。

法羅群島當地法律與國際法准許法羅群島的居民針對領航鯨進行捕獵，然而部分國際團體反對這項活動。捕鯨活動的擁護方則提出了一些原因：捕鯨一直是法羅群島文化重要的一環、鯨魚提供了島上居民很重要的食物來源，彌補他們無法透過農作物自足的部分、 捕鯨所捕捉的鯨魚數量並不會對領航鯨群造成威脅。另外法羅群島的捕鯨行動並不屬於商業捕鯨，所有取得的肉品完全都會成為當地居民的食糧補給或是在當地的餐廳進行販售。每年所屠殺的數量僅佔總數的 0.1% ，而這個數字被認為是可行的。此外，擁護者指出法羅群島當地的法律可以保護這些動物不會遭受到不必要的傷害，利用現行的方法（金屬魚刀）可以快速而精準的數秒內結束鯨魚的生命。反對者則認為包括使用刀、鉤子、或是開船驅趕鯨魚，對於可以進行成員間溝通的社會性動物來說是十分殘酷的。雖然僅需要數秒就可結束性命，然後驅趕過程可維持將近半小時，對鯨魚來說仍然是種不人道的傷害。捕鯨活動有時會被攝影師被拍攝下來，並有許多照片在網路上流傳，多半包含了被血染紅的海洋以及大量的領航鯨屍首。這些照片引起了許多民眾的憤怒，然而擁護者認為血在任何動物的宰殺過程中都必然會產生，民眾在憤怒的同時應該也要想想，家畜在屠宰場遭到宰殺時，不也是同一番的景象。
反對者則認為捕鯨活動很殘酷也沒有存在的必要性，首席醫療官 Høgni Debes Joensen 與科學家 Pál Weihe 警告領航鯨肉已不再適合人類食用，因為其中含有高劑量的水銀、多氯聯苯、滴滴涕殘留。在2008年他們寄了一封信給當時法羅群島的政府官方提議說鯨魚肉與脂肪含有過高含量的水銀和其他有害的毒素，應該要禁止人民繼續食用。於2011年，政府雖然沒有禁止食用鯨魚肉，其農業食品獸醫局提出了食用領航鯨肉與脂肪的安全標準：
- 成年人最多一個月只能有一餐食用鯨魚肉。
- 針對女性的特別規範： 
  - 女性直到生產前都不可食用鯨魚的脂肪。
  - 預計在三個月內懷孕的女性、孕婦以及哺乳期的婦女都不可食用鯨魚肉。
- 領航鯨的腎臟與肝臟不得食用。[48]

隨著時代的演進，捕鯨活動所使用的工具也逐漸現代化。手機和無線電可以在目擊到鯨豚的幾分鐘內立即回報至島上，高速馬達快艇使捕鯨人能更有效率地進行驅趕。不過在使用工具進步的同時法羅群島的居民也想辦法控制捕捉的數量，相較之下每年捕鯨活動所捕捉的數量逐年下降中。
在2011年由法羅群島籍的攝影師 Regin W. Dalsgaard 發表了一本名為 Two Minutes（中譯《兩分鐘》） 的新書，裡面利用相片採訪的形式介紹法羅群島海灣上所發生的領航鯨捕捉行動，書名來自一頭鯨魚從擱淺後到被宰殺之間所經過的時間。